# Lewis Ridge
Lewis Ridge är en bergstopp i Antarktis. Den ligger i Östantarktis. Nya Zeeland gör anspråk på området. Toppen på Lewis Ridge är 1 098 meter över havet, eller 83 meter över den omgivande terrängen. Bredden vid basen är 3,8 km.
Terrängen runt Lewis Ridge är kuperad österut, men västerut är den bergig. Trakten är obefolkad. Det finns inga samhällen i närheten.